# Lambertskopf
Der Lambertskopf ist ein 543,5 Meter hoher Berg im Pfälzerwald.

## Geographie

### Lage
Der Berg bildet einen nordnordwestlichen Nebengipfel des Teufelsberg. Er befindet sich größtenteils auf der Gemarkung einer zur Ortsgemeinde Edesheim gehörenden Waldexklave. Lediglich die Südwestflanke gehört zur Ortsgemeinde Burrweiler. Im Norden wird der Berg durch den Modenbach und das Modenbachtal begrenzt. Unmittelbar westlich befindet sich die Passhöhe Dreimärker. Entlang seines Nordwesthanges verläuft der Ziegelbach. An seiner Südwestflanke entspringt der Hainbach. An seiner Ostflanke befindet sich der zu Edesheim gehörende Wohnplatz Forsthaus Wolfseck. Westlich erstreckt sich der 637 Meter hohe Roßberg und nördlich der 613,2 Meter hohe Blättersberg.

### Naturräumliche Zuordnung
1. Großregion 1. Ordnung: Schichtstufenland beiderseits des Oberrheingrabens
2. Großregion 2. Ordnung: Pfälzisch-Saarländisches Schichtstufenland
3. Großregion 3. Ordnung: Pfälzerwald
4. Region 4. Ordnung (Haupteinheit): Mittlerer Pfälzerwald
5. Region 5. Ordnung: Haardt

## Verkehr
Entlang seiner Nordflanke verläuft die Landesstraße 506 und entlang seiner Nordostflanke die Kreisstraße 58, die in besagte Landesstraße mündet.

## Tourismus
Entlang seines Südwesthangs verlaufen die siebte Etappe des Prädikatswanderweg Pfälzer Weinsteig und die Hüttentour, an seiner Nordflanke führt ein Wanderweg, der mit einem roten Punkt gekennzeichnet ist und von Hertlingshausen nach Petit Wingen verläuft.